# Calda
Calda ou cálida era uma bebida quente consumida por gregos e romanos pelo menos desde o tempo de Platão. Provavelmente consistia de água quente temperada com condimentos ou ervas aromáticas. Vinho também era servido com a bebida, mas é um erro supor que a calda era um tipo de batido de vinho. Infere-se pelos relatos de Ateneu, Luciano, Juvenal e Marcial que o vinho era servido separadamente e cabia aos convidados escolher entre água quente ou fria para fazer a mistura ao seu gosto. Os mesmos autores citam a calda somente em ambiente privado, mas ela estava disponível também nalgumas vendas ou tavernas chamadas de termopólio. Alguns imperadores mais exagerados, a exemplo de Calígula e Cláudio, vetaram as bebidas quentes quando da morte de membros da família imperial;  o luto público tinha de ser marcado pela abstinência de tais luxos e quem violava a regra era punido com a morte.
A água para a calda era fervida num caldeirão e depois despejada na autepsa para manter a temperatura.